# آسیب (فیلم ۱۹۸۳)
آسیب (به هندی: Sadma)یا صدمه فیلمی محصول سال ۱۹۸۳ و به کارگردانی بالو ماهندرا است. در این فیلم بازیگرانی همچون سری دوی، کمال حسن، گلشن گروور، سیلک سمیتا، لیلا میشرا ایفای نقش کرده‌اند.